# Жуковецька Володимира Вільгельмівна
Володими́ра Жукове́цька (літературний псевдонім — Вільшанецька; 5 травня 1871, Велика Вільшаниця — 1940) — українська галицька коломийська дитяча письменниця.

## Біографія
Народилася в селі Великій Вільшаниці (сьогодні — Золочівського району) на Львівщині. Росла серед квітучої природи, її уяву збуджували народні пісні, казки, яких багато знала і вміла розповідати її мама Павлина. Закінчила учительську семінарію, Львівський університет. У 1900—1914 роках учителювала в Коломиї. Брала активну участь в жіночому русі та громадському житті. Під час Першої світової війни змушена була на кілька років виїжджати до Відня в еміграцію. Там вона записалася до українського «Допомогового товариства пань», доглядала поранених у госпіталях.
Померла 1940 року. Похована у м. Коломиї на цвинтарі «Монастирок» по вулиці Карпатській.

## Прижиттєві публікації
Першою публікацією був вірш «Я тебе люблю» в журналі «Світ» за 1906 рік. Галицький композитор Денис Січинський написав музику на її вірш.
Авторка кілька новел, віршів. «Літературно-науковий вісник» 1910 року видрукував її повість з учительського життя «Іскаріот». У 1927 році ця повість вийшла окремою книжкою у видавництві «Сяйво».
Жуковецька  пише також педагогічні статті «Будуча жіноча школа виділова» (1912 р.), «Виховання і наука дитини» (1930 р.).
У Коломиї вона почала писати вірші, дитячі казки, твори з життя вчительства та інтелігенції, що друкувалися в дитячому журналі «Веселка», «Дзвінок», тижневику «Неділя», «Літературно-науковому віснику», що виходили у Львові.
Жуковецька — автор повістей «Іскаріот», поезій у прозі «Імпресії», дитячих п'єс «Мати» (1920) і «Циган» (1935). У 1932 році львівське видавництво «Світ дитини» випустило її збірку «Оповідання для найменших».

## Збірка «Служи Україні!»
1994 року у київському видавництві «Веселка» вийшла книжка «Служи Україні!». Автор — упорядник Степан Кухта вперше публікує точну дату народження (йому вдалося знайти в архіві метричну книжку із записом про хрещення Володимири Жуковецької). Вихідні дані видання:
Жуковецька Володимира Вільгельмівна. «Служи Україні!» : оповідання та казки: Для мол. шк. віку / В. В. Жуковецька ; упоряд. і передм. С. Кухти ; худ. І. Ключковська. - К. : Веселка, 1994. - 48 с. : іл. - ISBN 5-301-01442-0.